# Thiếu gia vùng Tây Quan
Thiếu gia vùng Tây Quan (Tiếng trung phồn thể: 西關大少) là một bộ phim truyền hình TVB dài 30 tập phát sóng từ tháng 11 năm 2003 đến tháng 12 năm 2003. Đó là câu chuyện về một gia đình kinh doanh vận tải hàng hóa và những mối tình tay ba khác nhau lấy bối cảnh ở Quảng Châu, Trung Quốc vào những năm 1920. Loạt phim này một lần nữa chứng kiến Trương Trí Lâm và Xa Thi Mạn trở thành cặp đôi màn ảnh sau khi họ hợp tác trong  Đường về hạnh phúc  (2000) và như những lần trước, sự kết hợp của họ trên màn ảnh được khán giả khen ngợi.

## Tóm tắt nội dung
Châu Minh Hiên (Lưu Tùng Nhân) một tay xây dựng doanh nghiệp vận chuyển của gia đình mình thành một doanh nghiệp thành công bất chấp các thành viên khác trong gia đình tham nhũng hoặc bất tài. Con trai của ông, Châu Thiên Tứ (Trương Trí Lâm) được coi là người kế vị của ông, cậu là một thằng nhóc hư hỏng thích chơi khăm người khác, đặc biệt là Hà Song Hỷ (Xa Thi Mạn). Ngũ Ngọc Khanh (Triệu Nhã Chi) vừa là cánh tay phải của Châu Minh Hiên trong công việc kinh doanh lẫn tình yêu của đời ông dù ông đã kết hôn. Cuối cùng, ông kết hôn với cô làm vợ hai và có với nhau một đứa con (em trai cùng cha khác mẹ của Thiên Tứ), làm dấy lên nhiều sự ghen tị từ người vợ đầu tiên Lý Đức Dung (Lữ San).
Sau cái chết của Châu Minh Hiên, công ty được giao lại cho Ngũ Ngọc Khanh, Minh Hiên không tin tưởng vào khả năng điều hành công việc của con trai mình. Cô phải chống lại cả sự cay đắng ngày càng tăng của Đức Dung đối với cô cũng như sự hám lợi của các chú của Thiên Tứ. Mối thù của họ dẫn đến việc Thiên Tứ và Song Hỷ yêu nhau nhưng nó không kéo dài lâu do sự khác biệt về địa vị, một điểm mà gia đình của Thiên Tứ không cháp nhận và họ âm mưu đẩy Song Hỷ ra ngoài.
Thiên Tứ đau đớn vì chia tay và Yuk Hing cố gắng hết sức để khiến anh ấy tập trung vào việc tiếp quản công việc kinh doanh vận chuyển nhưng không có kết quả. La Bích Kỳ (Belinda Hamnett) vào vai người bạn thời thơ ấu của anh, người yêu anh nhưng không thể giành được tình yêu của anh. Cô ấy thầm hạnh phúc vì Song Hỷ đã có bạn trai mới là Tăng Quốc Bang nhưng dù cô ấy có bảo Thiên Tứ từ bỏ thế nào đi chăng nữa thì anh cũng từ chối. Ngay cả khi Song Hỷ kết hôn với Quốc Bang, trái tim của Thiên Tứ vẫn là của cô ấy.
Sau đó, công việc kinh doanh vận chuyển gặp khó khăn khi Ngũ Ngọc Khanh buộc phải chăm sóc đứa con mới sinh và phải giao lại công việc kinh doanh cho anh trai và các chú của Thiên Tứ. Biết trước công ty sẽ phá sản, Ngũ Ngọc Khanh đòi chia phần tài sản theo di chúc của Châu Minh Hiên và phải gánh chịu sự phẫn nộ của tất cả mọi người. Seung Hei quyết định cùng chồng cô, Quốc Bang đến Anh và Thiên Tứ đang tuyệt vọng mong được gặp cô lần cuối. Bích Kỳ trong lúc can ngăn đã bị một chiếc xe húc ngã khi Thiên Tứ lao qua một đường và cô đẩy anh ta ra. Cô ấy bị liệt suốt đời và Thiên Tứ hứa sẽ chăm sóc cô ấy. Cuối cùng, cô ấy đã đi được bằng gậy chống.
Hóa ra là Ngũ Ngọc Khanh đã đòi phần gia tài của cô ấy không phải để thoát khỏi những bất hạnh sắp xảy ra của gia đình mà là để có một số tiền để bắt đầu lại mọi thứ khi công ty bị thanh lý. Với tầm nhìn xa của mình, cô ấy cuối cùng đã giành được sự tôn trọng của bố mẹ chồng cũng như Lý Đức Dung.
Đêm chung kết của chương trình xoay quanh mối tình không hồi kết giữa Châu Thiên Tứ và Hà Song Hỷ. Song Hỷ trở thành góa phụ khi chồng cô qua đời vì bạo bệnh trong khi cả hai đang ở châu Phi để giúp đỡ những nạn nhân đau ốm. Quốc Bang nói với Song Hỷ hãy tìm người đàn ông mà cô ấy yêu khi biết anh ấy đang hấp hối trên giường bệnh. Với lời hứa của Thiên Tứ sẽ chăm sóc cho Bích Kỳ và thái độ truyền thống về việc kết hôn với một góa phụ, Thiên Tứ do dự trong việc hàn gắn lại mối quan hệ của mình với Song Hỷ. Bích Kỳ nhận ra trái tim của Thiên Tứ vẫn thuộc về Song Hỷ đã động viên anh cố gắng lần cuối và lần này với sự hỗ trợ của gia đình. Thiên Tứ cố gắng một lần nữa để theo đuổi Song Hỷ và cuối cùng họ đã ở bên nhau. Song Hỷ kết hôn với Thiên Tứ và họ sớm có với nhau một đứa con.

## Diễn viên

### Gia đình họ Châu
| Diễn viên      | Vai                    | Mô tả                                                                        |
| Châu Thông     | Châu Mậu 周 茂         | Ông nội của Châu Thiên Tứ                                                    |
| La Lan         | Lâm Hà 林 何           | Bà nội của Châu Thiên Tứ                                                     |
| Samuel Kwok    | Châu Xương 周 昌       | Ông bác của Châu Thiên Tứ Em trai của Châu Mậu (Bán phản diện)               |
| Lưu Giang      | Lâm Đông 林 東         | Ông bác của Châu Thiên Tứ Em trai của Lâm Hà (Bán phản diện)                 |
| Lưu Tùng Nhân  | Châu Minh Hiền 周明軒  | Cha của Châu Thiên Tứ                                                        |
| Lữ San         | Lý Đức Dung 李德蓉     | Mẹ của Châu Thiên Tứ                                                         |
| Triệu Nhã Chi  | Ngũ Ngọc Khanh 伍玉卿  | Mẹ kế của Châu Thiên Tứ                                                      |
| Lỗ Chấn Thuận  | Châu Minh Huy 周明輝   | Chú của Châu Thiên Tứ                                                        |
| Lưu Hiểu Đồng  | Châu Minh Phụng 周明鳳 | Dì của Châu Thiên Tứ                                                         |
| Trương Trí Lâm | Châu Thiên Tứ 周天賜   |                                                                              |
| Xa Thi Mạn     | Hà Song Hỷ 何雙喜      | Vợ của Châu Thiên Tứ Góa phụ của Tăng Quốc Bang Bạn gái cũ của Trần Kế Đường |
|                | Châu Thiên Ân 周天恩   | Anh trai của Châu Thiên Tứ                                                   |

### Nhà họ Hà
| Diễn viên    | Vai diễn        | Mô tả              |
| Siu Leung    | Hà Bắc 何 北    | Cha của Hà Song Hỷ |
| Angelina Lo  | Lương Đệ 梁 娣  | Mẹ của Hà Song Hỷ  |
| Wai Ka-heung | Lương Hòa 梁 和 | Chú của Hà Song Hỷ |

### Các diễn viên khác
| Diễn viên       | Vai diễn                | Mô tả                                                                   |
| Hàn Quân Đình   | La Bích Kỳ 羅碧琪       | Yêu Châu Thiên Tứ                                                       |
| Trần Kiện Phong | Tăng Quốc Bang 曾國邦   | Người chồng quá cố của Hà Song Hỷ                                       |
| Hàn Mã Lợi      | Bà Tăng 曾              | Mẹ của Tăng Quốc Bang                                                   |
| Trịnh Gia Dĩnh  | Trần Kế Đường 陳繼棠    | Bạn trai cũ của Hà Song Hỷ Bạn trai của Châu Minh Phụng (Bán phản diện) |
| Vương Thanh     | Lý Đức Sâm 李德森       | Anh trai của Lý Đức Dung                                                |
| Trần Hồng Liệt  | Ngũ Vãn Thành 伍晚成    | Anh trai của Ngũ Ngọc Khanh                                             |
| Quan Đức Huy    | Đinh Thủ Nghĩa 丁守義   | Bạn của Châu Thiên Tứ                                                   |
| John Tang       | Chu Khiêm 朱 謙         | Bạn của Châu Thiên Tứ                                                   |
| Vương Vĩ Lương  | Đường Triển Bằng 唐展鵬 | Trợ lý cá nhân của Châu Minh Hiền                                       |